# Bertha Winqvist
Bertha Winqvist, född 10 augusti 1839 i Stockholm, död senast 1920, var en svensk målare.
Winqvist var dotter till grosshandlaren PO Winqvist och brorsdotter till August Winquist. Hon studerade vid Konstakademien i Stockholm 1865–1867 och medverkade i akademiens utställning 1868 med målningar med motiv från Dalarna. Tillsammans med sin syster Selma studerade hon konst i Rom 1862–1864 och från slutet av 1880-talet var bägge systrarna en längre tid bosatta i Danmark. Tillsammans med sin syster donerade hon 1908 40 000 kronor som delas ut i form av resestipendium från PO Winqvists fond. Winqvist är representerad vid Konstakademien med ett självporträtt samt med ett porträtt av sin syster och far.